# NDR Blue

Logo von NDR Musik Plus bis 2012

NDR Blue ist ein digitaler Hörfunksender des Norddeutschen Rundfunks (NDR), der in den Ländern Hamburg, Niedersachsen, Schleswig-Holstein und Mecklenburg-Vorpommern hauptsächlich über DAB+ verbreitet wird. Der Sendestart von NDR Blue, seinerzeit noch unter dem Namen NDR Musik Plus, erfolgte ohne öffentliche Ankündigung am 2. Mai 2008. Im Programm finden sich musikjournalistische Sendungen der Stilrichtungen Pop, Rock, Jazz, Hip-Hop und Alternative.

## Geschichte
Der Sendebetrieb des Digitalprogramms begann am 2. Mai 2008 unter dem Namen NDR Musik Plus ausschließlich im terrestrischen Digitalradio. Das Programmschema von NDR Musik Plus bestand vom Sendestart bis 2012 zum größten Teil aus Wiederholungen des nächtlichen NDR-Info-Musikprogramms. Es setzte sich meist aus den Sendungen Nightlounge und Nachtclub zusammen. Zu jeder vollen Stunde wurde das Programm durch Nachrichten und das Wetter ergänzt.
Mit der Einstellung der Ausstrahlung der ARD-Sender über den alten Standard DAB zum 1. Juni 2011 pausierte die Ausstrahlung von NDR Musik Plus. Mit dem Neustart des Digitalradios über DAB+ in weiten Teilen Norddeutschlands am 5. Januar 2012 erneuerte auch NDR Musik Plus seine Ausstrahlung. Seitdem sendet der Sender via DAB+ zusätzlich auch via Internet-Livestream. Der Senderslogan lautete: „Klingt nach mehr“. Im Zuge des bundesweiten DAB+-Neustarts erwog der NDR die Einführung eines griffigeren Namens für das Programm. Diskutiert wurde seinerzeit über den Namen NDR Blue, jedoch war nicht geklärt, ob die Umbenennung auch rechtlich durchführbar ist. Am 23. Oktober 2012 wurde der Sender schließlich in NDR Blue umbenannt.
Seit dem 5. Februar 2013 wird das Programm auch über DVB-S (ARD-Hörfunktransponder) verbreitet und ist somit in weiten Teilen Europas via Satellit zu empfangen. Seit dem 6. Februar 2013 sendet NDR Blue auch über die vom Kabel-Kompressions-Center von ARD, ZDF und Deutschlandradio (KCC) optimierten DVB-C-Transponder. Die Aufschaltung des Trägers erfolgte dabei schon Anfang Februar 2013. Der Sender wurde bei Vodafone Kabel Deutschland und Unitymedia aktiv gefiltert, aufgrund des Streits mit den öffentlich-rechtlichen Rundfunkanstalten. Mittlerweile ist er in viele Netze, wie beispielsweise in Hamburg, wieder eingespeist und frei empfangbar.
Am 27 Juni 2025 teile der NDR-Intendant Joachim Knuth mit, dass der Sender aus Kostengründen zum 1. Januar 2027 eingestellt werde. Ab diesem Zeitpunkt werde der NDR noch acht Hörfunkprogramme ausstrahlen.

## Programm
Mit dem neuen Namen NDR Blue begann auch ein neues Programmschema mit eigenen, unmoderierten Musiksendungen wie NDR Blue Morning und NDR Blue After Work. Außerdem erhielt der Sender einen eigenen Internetauftritt. Ergänzt wird das Programm weiterhin durch Nachrichten. Mit den Programmreformen in den Hörfunkwellen NDR Info und NDR Kultur zum Jahreswechsel 2020/2021 wurde auch das Programmschema von NDR Blue verändert, da einzelne Sendungen von NDR Info komplett zum digitalen Programm NDR Blue wechselten. Das Angebot umfasst nun die nachfolgenden eigenen Sendereihen, von denen einzelne auch moderiert werden.
- Nachtclub (u. a. mit Paul Baskerville, Harald Mönkedieck, Ruben Jonas Schnell (bis 2021), Matias Boem)
- ESC Update (mit Marcel Stober, Thomas Mohr)[15]
- sowie die eigens zusammengestellten, unmoderierten Musikstrecken Nightlounge, NDR Blue Morning, NDR Blue After Work, NDR Blue Weekend und NDR Blue in Concert.

Von anderen NDR-Hörfunkwellen werden die nachfolgenden musikjournalistischen Sendungen wiederholt:
- NDR Kultur Jazz, NDR Kultur NEO
- N-JOY Neu, N-JOY Soundfiles Hip Hop
- NDR 2 Soundcheck Neue Musik (u. a. mit Peter Urban)